# پال کالدرون
پال کالدرون (انگلیسی: Paul Calderón؛ زادهٔ ۱۹۵۱ یا ۱۹۵۲ میلادی) فیلم‌نامه‌نویس، تهیه‌کننده فیلم و بازیگر پورتوریکویی‌الاصل اهل ایالات متحده آمریکا است.
از فیلم‌ها یا برنامه‌های تلویزیونی که وی در آن نقش داشته است، می‌توان به اکسیژن، داستان عامه‌پسند، ۲۱ گرم، سنتینل، دریای عشق، سرزمین پلیس، خارج از دید، سین جیم، پادشاه نیویورک، چهار اتاق، آخرین قلعه، کلاکرز، اسلحه، به نیویورک خوش آمدید، یک پلیس سرسخت، گاراژ خوب، اعتیاد، چرا اکنون توقف کنیم؟ و مونتانا اشاره کرد.